# Sridhara Venkatesa Ayyaval
Sridhara Venkatesa Dikshitar (13 de agosto de 1635–1720), conocido popularmente como Ayyaval', fue un santo y compositor hindú que vivió en la aldea de Thiruvisanallur en el entonces Reino Maratha de Thanjavur.

## Ascendencia y primeros años
Sridhara Ayyaval nació en Mysore y era hijo de un tal Sridhara Lingarayar. El padre de Ayyaval era el Diwan del reino de Mysore. Cuando a Ayyaval, un acérrimo devoto del dios hindú Shiva, se le ofreció el puesto de Diwan a la muerte de su padre, rechazó la oferta y, en su lugar, optó por embarcarse en una peregrinación por los templos saivitas de la región del Delta del Cauvery.

## Acontecimientos
A la llegada de Ayyaval a Thanjavur, Shahuji, el entonces gobernante del reino Maratha de Thanjavur, le ofreció toda su ayuda y respeto. Poco después, devolvió a la vida a un brahmán muerto por la mordedura de una serpiente, con lo que adquirió fama de hacedor de milagros. Se sintió atraído por el Santuario de Mahalingeswarar en Thiruvidaimarudur y estableció su casa en el pueblo vecino de Thiruvisainallur. Solía visitar diariamente el cercano templo de Karkateshwarar shiva.
Varios eventos están asociados con la vida de Sridhara Ayyaval. Castigado por alimentar a un dalit hambriento por los brahmanes ortodoxos que insistían en que Ayyaval debía bañarse en el sagrado Ganges y así purificarse, Ayyaval rezó a Shiva y recitó el sloka Gangashtakam apelando a la diosa Ganges. Según las tradiciones del Sri Sridhara Ayyaval Mutt, cuando Ayyaval terminó de recitar el Gangashtakam, el agua del sagrado río Ganges brotó del pozo de su casa. Este festival se celebra aún hoy en la ciudad de Thiruvisainallur.
Ayyaval sobrevivió a la mayoría de sus contemporáneos. Se cree que murió en 1720 a la edad de 85 años. Su esposa también falleció el mismo día. Según la mayoría de los relatos, desapareció misteriosamente durante una visita al templo Mahalingeswarar. Al entrar en el templo, el alma de Ayyaval entró en el ídolo de la deidad que lo presidía, Mahalingeswarar, y se unió a él.
Sridhara Ayyaval fue contemporáneo de Sri Bodhendra Saraswathi y de Sadasiva Brahmendra. Sri Bodhendra, Sri Ayyaval y Sri Sadguru Swamikal son considerados como la trinidad en Bhajana Sampradaya. Hay mutt's en la aldea de Govindapuram, en la aldea de Thiruvisanallur y en la aldea de Marudanallur de acuerdo con la trinidad. Estos tres pueblos están situados en Kumbakonam, Tamil Nadu, India.
También tiene un estatus importante en el Dakshina Sampradaya Namasankirthanam y es miembro de la "trinidad". Se han escrito y compuesto varias canciones sobre él y siempre se cantan en cualquier Namasankirthanam apropiado. Los krithis van casi siempre seguidos del namavali "Gangadhara Gangadhara", que se refiere a Ayyaval como portador y traedor del Ganges.
Es considerado como el Gurú de Avudai Akkal y ella menciona su nombre en casi todas sus canciones.
Ha compuesto varias obras y slokas 
(1) Akhyashashti
(2) Daya shatakam
(3) Matrubhtasatakam
(4) Stuti paddati
(5) Shivabhakthikalpalatha
(6) Shivabhaktha lakshanam
(7) Taravali stotram
(8) Artihara stotram. 
(9) Kuleerashtakam
(10) Jambhunathashtakam
(11) Doshapariharashtakam
(12) Gangashtakam
(13) Krishnadwadasamanjari
(14) Achyuthashtakam
(15) Dola navarathnamala
(16) Padamanimanjari - un diccionario sánscrito
(17) Shahajiraja charitam
(18) Bhagavannama Bhushanam
(19) Sohantra Vilasam
(20) Namammruta rasayanam